# Colos
Colos is een plaats (freguesia) in de Portugese gemeente Odemira en telt 1243 inwoners (2001).